# United Bus
United Bus var ett nederländskt företag, som tillverkade bussar och som bildades 1989 av den nederländska chassitillverkaren DAF Bus och den nederländska karossbyggaren Bova i Valkenswaard. Det övertog 1990 den nederländska karossbyggaren Den Oudsten i Woerden och den brittiska karossbyggaren Optare i Sherburn in Elmet i North Yorkshire. Slutligen köptes 70% av den danska karossbyggaren Dansk Automobil Byggeri (DAB) i Silkeborg.
Samarbetet mellan DAF och Optare ledde till lanseringen av dubbeldäckaren Optare Spectra på ett DAF DB250-chassi. Denna modell var en föregångare för framtida dubbeldäckade lågentrébussar.
United Bus gjorde konkurs 1993 under lågkonjunkturen 1991–1995. De två dotterbolagen Den Oudsten och DAF gick också i konkurs. Den Oudsten köptes senare tillbaka av Den Oudsten-familjen, medan DAF:s bussar togs över av Van der Leegte. Bova och Optare fortsatte som självständiga bolag och Dansk Automobil Byggeri köptes av Scania 1994.